# Георги Гендов
Георги Гендов е български полицай, старши комисар от МВР.

## Биография
Георги Гендов е роден на 9 декември 1975 г. в град Шумен, Народна република България. Завършва висше образование в Икономически университет – Варна.
През 2007 г. постъпва в системата на МВР в ОДП-Шумен. През 2008 г. е преназначен на длъжност разузнавач в Икономическа полиция в областната дирекция. В годините до 2016 г., когато оглавява група към сектора, заема различни изпълнителски длъжности. През месец септември 2020 г. е временно преназначен на длъжността началник на сектор „Противодействие на икономическата престъпност“ към ОДМВР-Шумен. От 9 юли 2021 г. заема длъжността началник на сектор „Противодействие на икономическата престъпност“ в областната дирекция. Със заповед на министъра на вътрешните работи Бойко Рашков от 10 август 2021 г. е назначен за директор на ОДМВР-Шумен.